# Musée Mémoire
Het Musée Mémoire (voorheen: Musée de la Guerre de Calais) is een oorlogsmuseum in de Franse stad Calais, gelegen in het Parc Saint-Pierre.
Het museum behandelt de Tweede Wereldoorlog en is gevestigd in een grote Duitse bunker. Het werd geopend in 1962 en toont tal van herinneringen uit dit tijdvak, speciaal met betrekking tot de stad Calais.
De bunker is 95 meter lang en er werden 22 zalen in aangebracht die de collectie tonen.